# Krzysztof Majchrzak
 (avril 2014).
Si vous disposez d'ouvrages ou d'articles de référence ou si vous connaissez des sites web de qualité traitant du thème abordé ici, merci de compléter l'article en donnant les références utiles à sa vérifiabilité et en les liant à la section « Notes et références ».
Krzysztof Majchrzak est un musicien, compositeur, arrangeur et producteur polonais, né le 6 janvier 1954 à Częstochowa. 

## Biographie
Il a travaillé avec des groupes majeurs comme Weston - Majchrzak - Gembalski "Magic Hands", Labirynt, Tie Break, Symphonic Sound Orchestra, Sunset et New Jazz Band[réf. nécessaire]. Dans le même temps[Quand ?], il a eu une intense activité[réf. nécessaire] artistique en France. 
Il a joué en Europe, aux États-Unis et au Canada entre autres avec G.Calvin Weston, Henryk Gembalski, Tom Bergeron, Keller Coker, Michel Godard, Earl Howell, Philippe Garcia, Magic Slim, Walter Lang, Rick Hollander, Eddie Taylor Jr., David Venitucci, Pascal Badrault, Wojciech Konikiewicz, Michal Zduniak, Adam Buczek, Andrzej Przybielski, Stanislas Pierrel, Laurent Levesque, Fred Roudet et bien d'autres. Il s'est également produit dans de nombreux festivals tels que Nancy Jazz Pulsations, Montréal Jazz Festival, Festival d'Ete au Québec, Crest Jazz Festival, Jazz Jamboree. [réf. nécessaire]. 
Sa façon de jouer est fortement ancrée dans la tradition post-bop[réf. nécessaire] et influencée par la conception créative d'Ornette Coleman, John Cage et Jimi Hendrix. Son univers musical se trouve à la croisée des différentes cultures musicales[réf. nécessaire].  

## Discographie
Dans sa discographie qui comporte plusieurs albums, les plus significatifs[réf. nécessaire] sont: 
- Labirynt: Labirynt - Teal Creek Music (États-Unis)
- Street Blues : Prodigal Son
- Street Blues: Driving Licence
- Trio Labirynt : Ethnic -Polonia Records (Pologne)
- Labirynt: Exit - Teal Creek Music (États-Unis)
- Labirynt: Motion Tissue - Teal Creek Music (États-Unis)
- MSP - Mk Muzzik (France)

Parmi les projets discographiques à venir, on peut parler de son projet solo et d'une version électrique de son album Labirynt ainsi que des disques de Trio YMG et de la formation DYM (Dziano, Yanina, Majchrzak, Garcia) qui doivent paraître prochainement[Quand ?][réf. nécessaire].